# 段子川
段子川（だんずがわ）は、静岡県浜松市を流れる河川。二級河川都田川水系新川の支流である。

## 地理・歴史
静岡県浜松市中央区萩丘一丁目を二級河川の起点とし、佐鳴湖で新川に合流する。全長は約5.2km。
現在はあまり使われないが中流域では「そうめん川」という通称がある。かつて水車を利用した製麺が盛んで、川にそうめんが流れ出していたことに由来するという。
水質汚濁が深刻な佐鳴湖の浄化を目的として、平成3年度から平成12年度にかけ、それまでコンクリート3面張りだった護岸の河床を自然石に戻し、河床からのわき水の復元、河川浄化能力の回復を図る対策がとられた。
昔はきれいな湧き水があちこちで出ていたため水量が豊富であり今でもその名残りで「泉」という町名がある。
段子川沿いは散歩のコースでも人気であり長坂橋から富塚大橋までの約700mの川沿いは、76本の“ソメイヨシノ”の桜並木がある。

## 主な橋梁
- 段子川橋（国道257号）
- 朝日橋（静岡県道48号舘山寺鹿谷線）